# Barlig
Barlig ist eine philippinische Stadtgemeinde in der Provinz Mountain Province. Sie hat 4819 Einwohner (Zensus 1. August 2015).

## Baranggays
Barlig ist administrativ in elf Baranggays unterteilt.
| - Chupac - Fiangtin - Kaleo - Latang | - Lias Kanluran - Lingoy - Lunas - Macalana | - Ogoog - Gawana (Pob.) - Lias Silangan |